# غرامت
غرامت، (به انگلیسی: indemnity) شامل مبلغی است، که یک مقصر طرف قرارداد، متعاقب یک خسارت، به شخص ثالث زیان دیده می‌پردازد. غرامت می‌تواند شامل پرداخت پول نقد، بازسازی، جایگزینی و تعمیرات باشد.
در موارد بیمه شامل زیان و خسارتی است، که به خود بیمه‌گذار، به علت وقوع خطر وارد می‌شود و بیمه‌گر با دریافت حق بیمه، متعهد پرداخت آن گردیده‌است.